# Меджидийекёй

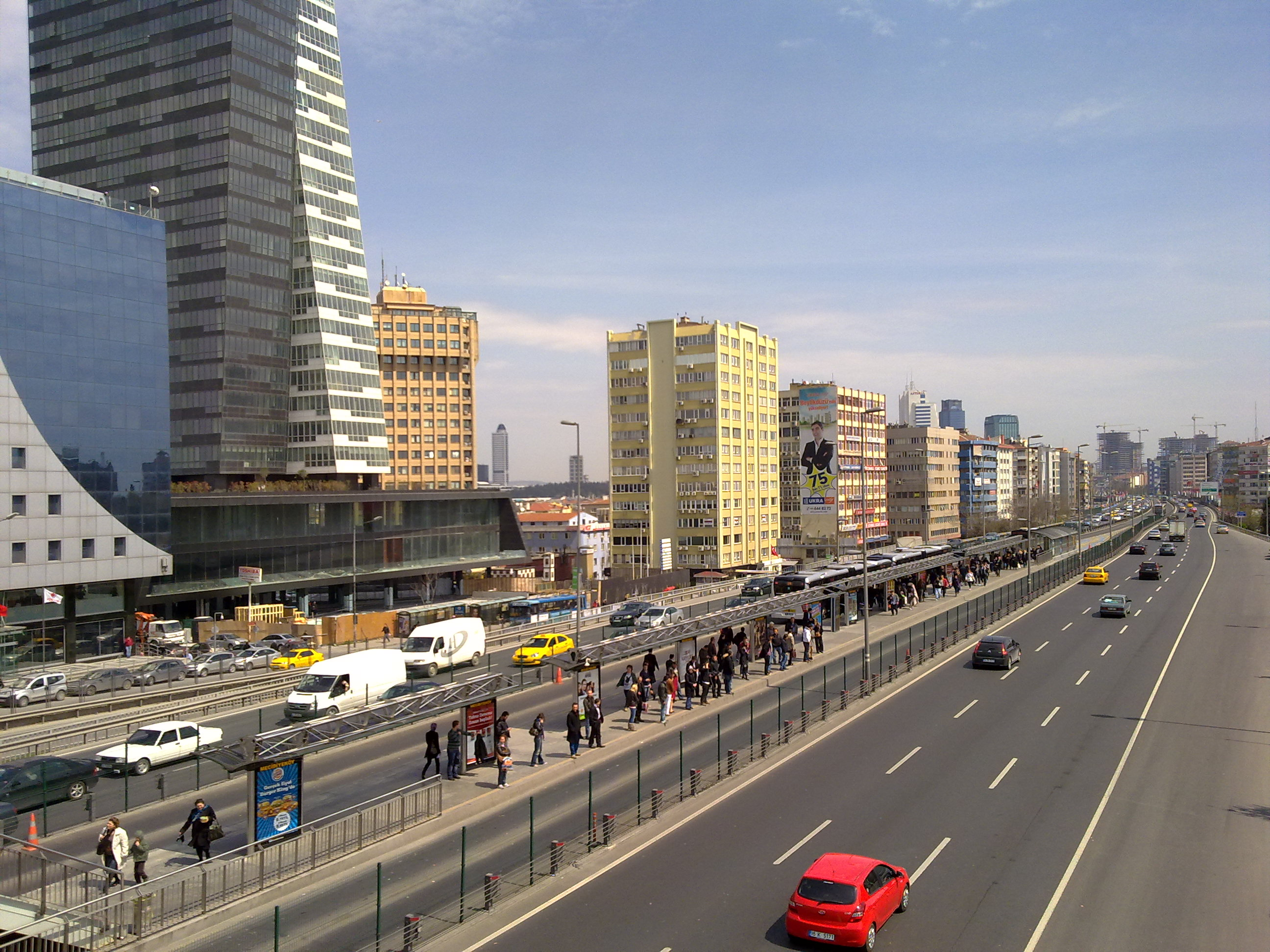
Станция метробуса и панорама района

Меджидийекёй (тур. Mecidiyeköy) — микрорайон в турецком городе Стамбул, расположенный в районе Шишли. Известен как один из деловых кварталов Стамбула. Расположен между районами Фулья, Куштепе, Гюльтепе, Эсентепе и Гюльбахар. Согласно демографическим данным за 2008 год, население района составляет 20 331 человек.
Район Меджидийекёй получил своё название в честь османского султана Абдул-Меджида I, так как район начал заселяться во время его правления.

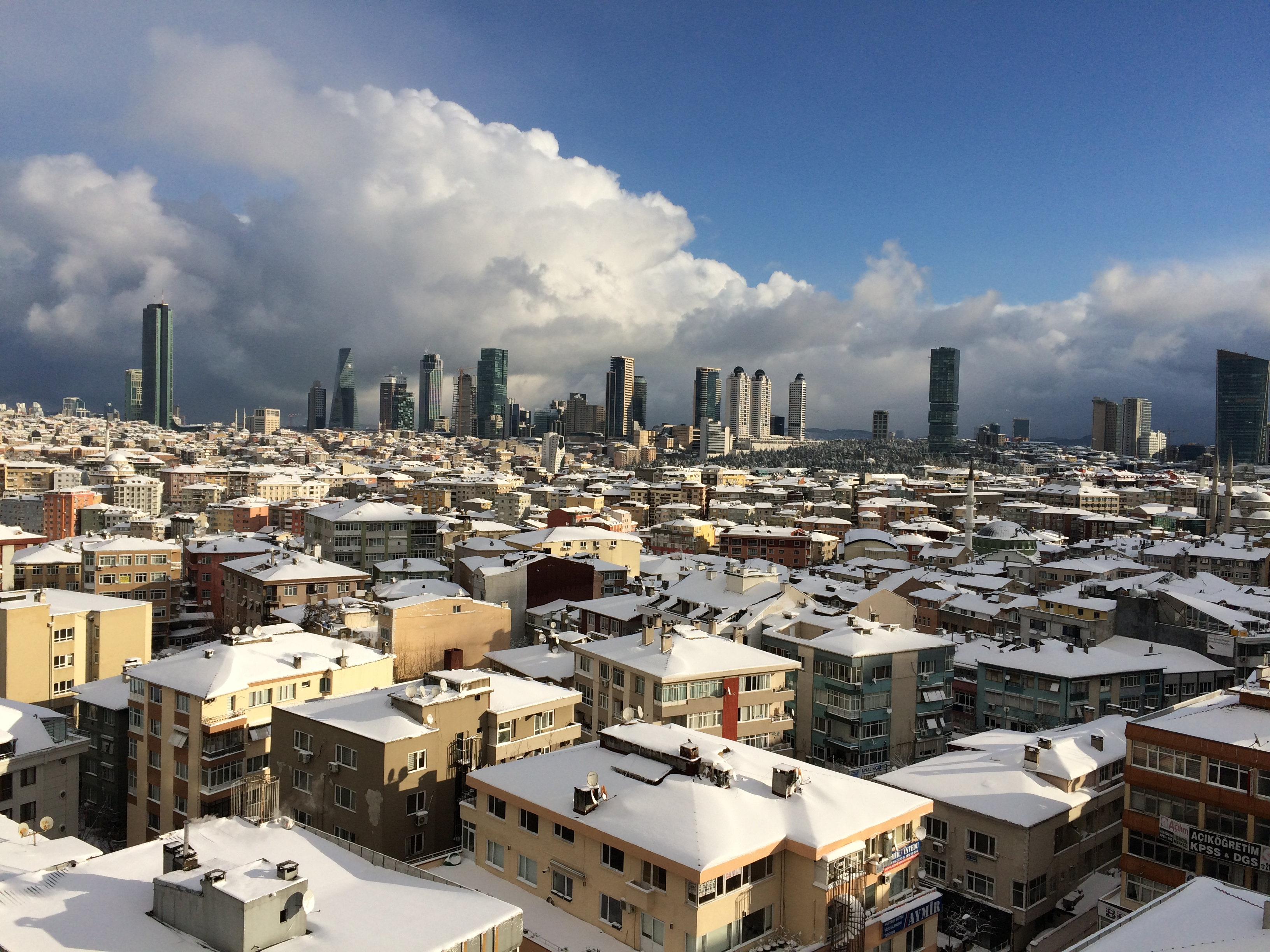
Вид на Левент из Меджидиекёй

## Транспортная доступность
Меджидийекёй — важный пассажирский транспортный узел в европейской части Стамбула.
- Линии метробуса:
  - 34 (Зинджирликую — Авджылар),
  - 34A (Söğütlüçeşme — Джевизлибаг),
  - 34AS (Авджылар — Сёгютлючешме),
  - 34БЗ (Бейликдюзю Сондурак — Зинджирликую),
  - 34G (Сёгютлючешме — ТУЯП),
- Линия метро: M2 (Еникапы-Хаджиосман), M7 (Меджидийекёй-Махмутбей)
- Также в районе развито автобусное сообщение[6]. Платформа станции M7 под площадью Меджидийекёй.

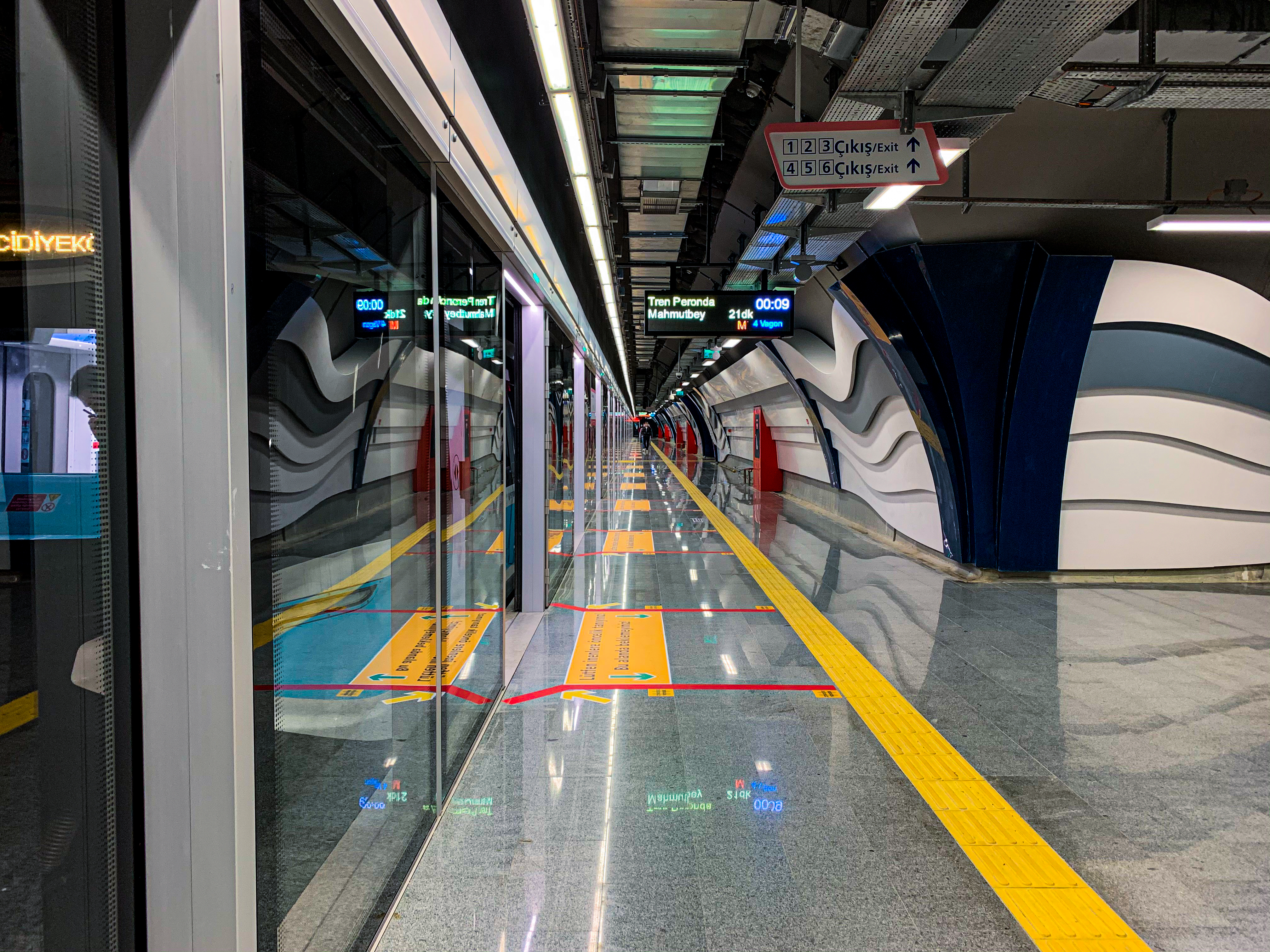
Платформа станции M7 под площадью Меджидийекёй.

Через район по виадуку проходит автомагистраль О-1, которая образует внутреннюю полукольцевую дорогу Стамбула, соединяющую европейскую и азиатскую части.

## Смотрите также
- Стадион Али Сами Йен
- Стамбул Джевахир
- Башни Трампа в Стамбуле
- Шишли